# 臼井興胤
臼井 興胤（うすい おきたね、1958年10月31日 - ）は、日本の実業家。日本マクドナルド最高執行責任者、セガ代表取締役社長、米グルーポン社東アジア統括副社長、コメダホールディングス代表取締役社長、同社代表取締役会長を経て、同社シニア・アドバイザー。

## 人物
千葉県印旛郡の江戸幕府天領代官臼井氏（下総国千葉氏の一族）である武家の家系の29代目。丸善石油勤務の父の仕事の関係で製油所（のちのコスモ松山石油）のあった愛媛県松山市で生まれた。
東京都などで育ち、東京都立富士高等学校を経て、戦闘機パイロットを志し入校した防衛大学校（アメリカンフットボール部）を中退。1983年一橋大学商学部卒業。宮川公男ゼミで統計学やオペレーションズ・リサーチを専攻。
同年三和銀行（後の三菱UFJ銀行）入行。日比谷支店での営業を経て、1988年カリフォルニア大学ロサンゼルス校（UCLA）経営大学院（MBA・金融専攻）修了。三和銀行企画部勤務を経て、1993年セガ・エンタープライゼス入社、1997年セガ取締役コンシューマー事業本部副本部長。1999年セガ退社。
インターネット・バブル下でのベンチャーキャピタルを経て、2002年株式会社ナイキジャパンエクイップメント部長、2003年株式会社ナイキジャパン営業リテール統括本部長。
2006年日本マクドナルド株式会社COO（最高執行責任者）。
2007年にセガに再入社し顧問、専務取締役AM統括本部長就任。2008年里見治・セガ社長CEO兼COOがセガサミーホールディングス会長兼社長としてグループ全体の経営に専念するためセガ社長兼務をやめて会長CEOとなったため、その後任として、セガ代表取締役社長COOに就任。社長就任時には、社長の指導力を高めるため、統括本部制を廃止し、五事業部五本部を社長の直轄とする組織再編が行われた。Sega Holdings Europe Ltd. CEO、Sega Holdings U.S.A., Inc. Chairman、セガサミーホールディングス取締役も兼務。ゲームセンター市場の縮小にともない値下げ圧力が高まったことを受け、2009年に製造原価を3割削減したアーケードゲーム用システム基板の新製品「RING」シリーズを発売。2009年からAM研究開発本部長を兼務。2012年にセガ社長を退任し、2012年6月1日に米グルーポン社東アジア統括副社長に就任。
2013年7月1日株式会社コメダ代表取締役社長に就任。2014年から株式会社コメダホールディングス代表取締役社長も兼務。同社店舗で身分を隠してアルバイトした経験があり、社長となっても毎週木曜日には6時から9時まで本社1階にある「コメダ珈琲店葵店」で店員の一人として営業の第一線に立ち、徹底した現場主義を貫いている。外食産業記者会外食アワード2016外食事業者部門受賞。2016年、コメダホールディングスを東京証券取引所一部及び地元の名古屋証券取引所一部に上場。
2018年11月客美多好食股份有限公司董事（取締役）。2019年10月株式会社エイチーム社外取締役。2022年5月コメダホールディングス代表取締役会長。2023年5月コメダホールディングス シニア・アドバイザー。

## テレビ出演
- 日経スペシャル カンブリア宮殿 個店主義に客が殺到！ 全国制覇を実現させたコメダ珈琲店の新戦略（2020年12月3日、テレビ東京）[14]